# بويبتاس (آيت علي)
بويبتاس هو دُوَّار يقع بجماعة دار الجامع، إقليم الحوز، جهة مراكش آسفي في المملكة المغربية. ينتمي الدوّار لمشيخة آيت علي التي تضم 28 دوار. يقدر عدد سكانه بـ 176 نسمة حسب الإحصاء الرسمي للسكان والسكنى لسنة 2004.

## روابط خارجية
- البوابة الوطنية للجماعات الترابية نسخة محفوظة 12 مارس 2018 على موقع واي باك مشين.
- المندوبية السامية للتخطيط